# 1635
1635 (MDCXXXV) fue un año común comenzado en lunes, según el calendario gregoriano.

## Acontecimientos
- 2 de agosto: en Cartago (Costa Rica), una mujer denominada Juana Pereira halla en el bosque una imagen de Nuestra Señora de los Ángeles (actual patrona de ese país).
- 25 de agosto: en el sureste de Nueva Inglaterra (Estados Unidos) un violento huracán arrasa varios pueblos y mata a 46 personas.
- 5 de octubre Roger Williams fundador de Rhode Island es desterrado de la bahía de Massachusetts por cuestiones religiosas.

## Arte y literatura
- Luis XIII reconoce oficialmente la Academia francesa.
- Es publicada La vida es sueño por Pedro Calderón de la Barca.
- Es publicada Francisco Lezcano, el Niño de Vallecas por Diego Velázquez.

## Nacimientos
- 13 de enero: Philipp Jakob Spener, teólogo francés.
- 19 de febrero: Manuel Lobo, gobernador y militar portugués (f. 1683).
- 18 de julio: Robert Hooke, físico inglés (f. 1702).
- 25 de agosto: Francesco Stringa, pintor italiano (f. 1709).
- Henry Morgan, corsario, gobernante y marinero.

## Fallecimientos
- 7 de enero: Jerónimo Pujades, historiador español (n. 1568).
- 16 de enero: Mariana de Jesús Torres, monja y fundadora del 1.º Convento Concepcionista en América (n. 1563).
- 27 de agosto: Félix Lope de Vega, poeta y dramaturgo español (n. 1562).
- 23 de diciembre:  Giovanni Ambrogio Mazenta, religioso y arquitecto italiano (n. 1565).